# Championnat de France de rugby à XV 1922-1923
Navigation
1921-1922 1923-1924
La 27e édition du championnat de France de rugby à XV de première série de la FFR 1922-1923 est remporté par le Stade toulousain qui, comme la saison dernière, bat l'Aviron bayonnais en finale.
C'est le troisième Brennus de Toulouse et sa seconde victoire d'affilée.

## Contexte

### En Europe
L'Angleterre remporte en Grand Chelem le Tournoi des Cinq Nations ; la France, elle, termine à la troisième place ex aequo avec le Pays de Galles et l'Irlande après une victoire face à cette dernière le 14 avril (14-8) à Colombes.

### En France
Le Championnat de France de 2e série est gagné par l'Avenir moissagais vainquant le Galia club de Toulouse à Cahors (6-0).
Le Championnat de France de 3° série est attribué à l'AS Prades en vainquant à l'AS Arcachon (3-0) à Montauban.
Le Championnat de France de 4° série est décerné au FC Carmaux contre le Béarn sporting club à Saint-Girons (8-3).
Le Championnat de France de 5e série est remporté par CO Carbonne contre SC Nègrepelisse à Toulouse (6-0).
Le Championnat de France des équipes secondes est remporté par le Stade toulousain face à l'Aviron bayonnais (6-0) au Bouscat.
Le Championnat de France des équipes troisièmes est décerné au Stadoceste tarbais contre le RC Toulon (3-0) à Béziers.
Le Championnat de France des équipes quatrièmes est gagné l'AS Carcassonne face à la Section paloise (7-6) à Saint-Gaudens.

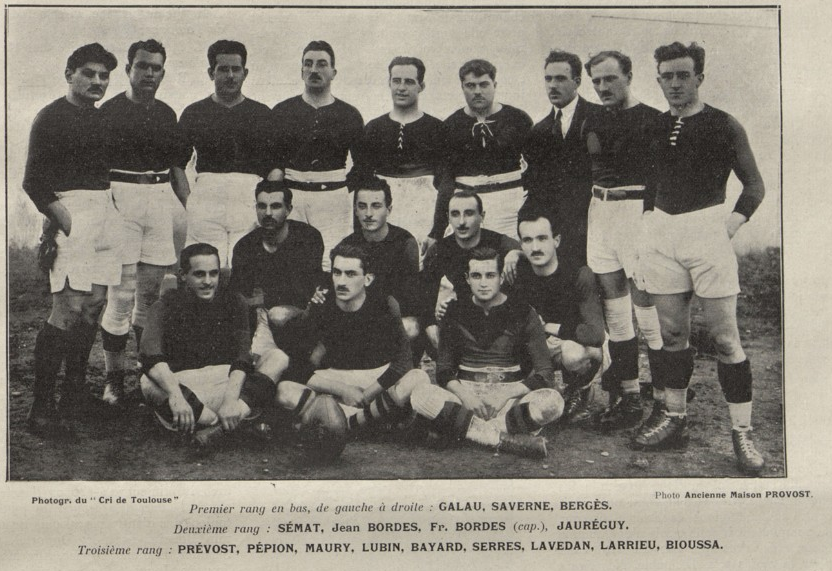
Le Stade toulousain en 1923.

## Organisation
L'Auto, du 29 janvier 1923, rappelle les règles appliquées pour les Poules de 5 et également celles de 3 : 
« Le mode de classement et les forfaits dans les poules
Voici comment sera établi le classement dans les poules de cinq ; comme d'habitude, ce classement se fera par points attribués de la façon suivante : match gagné 3 points ; match nul 2 points ; match perdu 1 point.

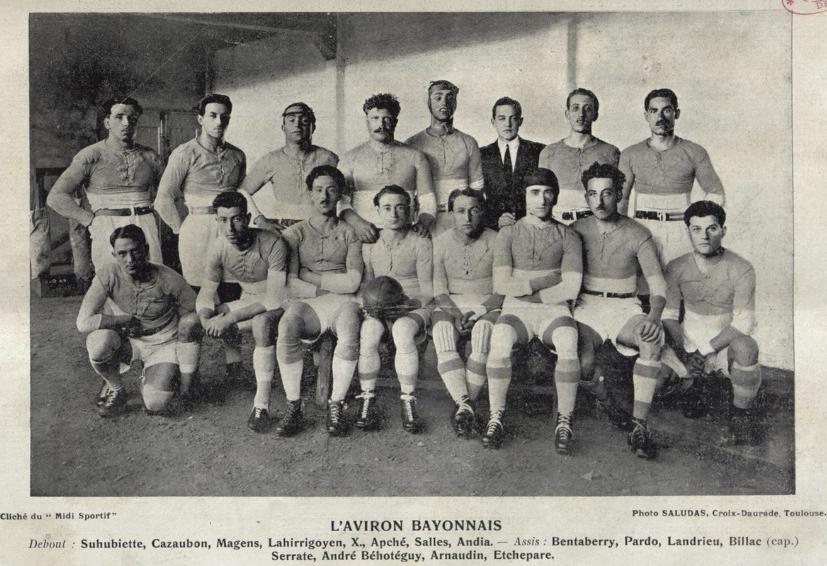
L'Aviron bayonnais en 1923.

Par le seul fait du forfait, un club se place hors championnat et l'annulation de toutes ses rencontres sera prononcée. La pénalité du forfait sera très importante, en égard au préjudice moral et financier ; elle sera fixée par une commission compétente.
Il est en outre décidé que dans le cas de forfait, le club défaillent ne pourra être admis à disputer les championnats de France de la saison suivante.
En cas d'égalité
1 - Si dans une ou deux poules deux clubs seulement sont à égalités, ils joueront un match supplémentaire et à cet effet seront exempts dans le premier tour des poules de trois.
2 - Si dans la même poule il y a plus de deux clubs à égalité, les clubs seront départagés de la façon suivante de manière à pouvoir ensuite appliquer le paragraphe 1 :
A - Plus grande différence entre le total de points marqués contre.
B - Plus grand nombre de points marqués pour.
C - Minimum des points marqués contre.
A noter que les matchs de poules de cinq se jouent sans prolongation et que les coup d'envoi sera donné à 14h30 ».

## Les participants
C'est une baisse de club par rapport à la saison passée qui était à 64 équipes. Cette saison, nous sommes à 40 écuries.
Voici les équipes engagé pour l'exercice 1922-1923 :
(On note que qu'ils sont classés par comités et en fonction de leur position de classement dans leur championnat régional).
| Comité           | Clubs                     |                  | Comité                 | Clubs |
| Alpes            | FC Grenoble Ch            | Limousin         | SAU Limoges Ch         |       |
| Alpes            | US romanaise et péageoise | Littoral         | RC Toulon Ch           |       |
| Armagnac-Bigorre | Stadoceste tarbais Ch     | Littoral         | SO Avignon             |       |
| Armagnac-Bigorre | FC Lourdes                | Lyonnais         | CS Vienne Ch           |       |
| Atlantique       | Stade nantais UC Ch       | Périgord-Agenais | CA Périgueux Ch        |       |
| Bourgogne        | RC Chalon Ch              | Périgord-Agenais | COPO Périgueux         |       |
| Centre           | FC Moulins Ch             | Périgord-Agenais | Cadets de Gascogne     |       |
| Charentes        | US Cognac Ch              | Périgord-Agenais | SU Agen                |       |
| Côte Basque      | Aviron bayonnais Ch       | Paris            | Stade français Ch      |       |
| Côte Basque      | US Dax                    | Paris            | Racing club de France  |       |
| Côte Basque      | Biarritz olympique        | Paris            | Olympique de Paris     |       |
| Côte Basque      | Section paloise           | Picardie         | RC Compiègne Ch        |       |
| Côte Basque      | Boucau stade              | Pyrénées         | Stade toulousain T, Ch |       |
| Côte Basque      | AS bayonnaise             | Pyrénées         | Toulouse OEC           |       |
| Côte d'Argent    | Stade bordelais UC Ch     | Pyrénées         | SC Albi                |       |
| Côte d'Argent    | CA béglais                | Pyrénées         | US Montauban           |       |
| Côte d'Argent    | SA bordelais              | Touraine         | Stade poitevin Ch      |       |
| Haute-Normandie  | Beauvoisine FC Ch         |                  |                        |       |
| Languedoc        | AS Béziers Ch             |                  |                        |       |
| Languedoc        | RC Narbonne               |                  |                        |       |
| Languedoc        | FC Lézignan               |                  |                        |       |
| Languedoc        | US Perpignan              |                  |                        |       |
| Languedoc        | AS Carcassonne            |                  |                        |       |

Ch : Champion régional.
T : Tenant du titre de Champion de France 1922.

## Éliminatoires
Du 7 au 21 janvier, une phase d'éliminatoire eût lieu afin de déterminer les places restantes pour les poules de 5.

### Sous-éliminatoire
| Date           | Club (domicile) | Score  | Club (extérieur)          | Lieu                   |
| -------------- | --------------- | ------ | ------------------------- | ---------------------- |
| 7 janvier 1923 | Beauvoisine FC  | 0 - 10 | SA Bordeaux               | Stade des Lilas, Rouen |
| 7 janvier 1923 | CS Vienne       | 4 - 0  | US romanaise et péageoise | ?, Vienne              |

### Première éliminatoire

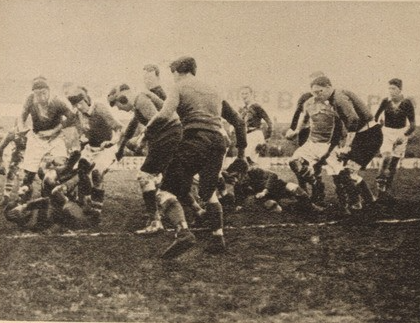
Olympique - RC Compiègne, une mêlée écroulée.

| Date            | Club (domicile) | Score      | Club (extérieur) | Lieu                                 |
| --------------- | --------------- | ---------- | ---------------- | ------------------------------------ |
| 14 janvier 1923 | Stade poitevin  | 0 - 6      | Boucau Stade     | Terrain de la Pierre-Levée, Poitiers |
| 14 janvier 1923 | SO Avignon      | 3 - 3 a.p. | US Perpignan     | Terrain de Saint-Ruff, Avignon       |
| 14 janvier 1923 | AS bayonnaise   | 0 - 3      | US Cognac        | Stade Joseph-Compan, Bayonne         |
| 14 janvier 1923 | AS Carcassonne  | 17 - 0     | CS Vienne        | Stade de la Pépinière, Carcassonne   |
| 14 janvier 1923 | SAU Limoges     | 6 - 6 a.p. | SU Agen          | Vélodrome du Grand-Treuil, Limoges   |
| 14 janvier 1923 | SA Bordeaux     | 5 - 0      | US Montauban     | Stade de Suzon, Bordeaux             |

### Seconde éliminatoire
| Date            | Club (domicile)    | Score  | Club (extérieur) | Lieu                                  |
| --------------- | ------------------ | ------ | ---------------- | ------------------------------------- |
| 21 janvier 1923 | US Perpignan       | 18 - 0 | SO Avignon       | Stade de la route de Thuir, Perpignan |
| 21 janvier 1923 | SU Agen            | 17 - 0 | SAU Limoges      | Stade Alfred-Armandie, Agen           |
| 21 janvier 1923 | Cadets de Gascogne | 3 - 7  | FC Moulins       | ?, Casteljaloux                       |
| 21 janvier 1923 | Olympique de Paris | 15 - 0 | RC Compiègne     | Stade Bergeyre, Paris                 |

## Poules de 5
Dans cette nouvelle phase de championnat, c'est 30 clubs qui concourent.

### Poule A
| N° | Club               | Pts | J | G | N | D | Pm. | Pc. | Diff. |
| -- | ------------------ | --- | - | - | - | - | --- | --- | ----- |
| 1  | Stade toulousain T | 11  | 4 | 3 | 1 | 0 | 63  | 3   | 60    |
| 2  | FC Grenoble        | 10  | 4 | 3 | 0 | 1 | 48  | 27  | 21    |
| 3  | CA béglais         | 8   | 4 | 2 | 0 | 2 | 17  | 42  | -25   |
| 4  | Boucau Stade       | 7   | 4 | 1 | 1 | 2 | 13  | 23  | -10   |
| 5  | SU Agen            | 4   | 4 | 0 | 0 | 4 | 13  | 59  | -46   |

Victoire : 3 pts. / Nul : 2 pts. / Défaite : 1 pt.
| Date            | Club (domicile)    | Score  | Club (extérieur)   | Lieu                                      |
| --------------- | ------------------ | ------ | ------------------ | ----------------------------------------- |
| 28 janvier 1923 | SU Agen            | 3 - 19 | Stade toulousain T | Stade Alfred-Armandie, Agen               |
| 28 janvier 1923 | CA béglais         | 7 - 5  | Boucau Stade       | Stade du Musard, Bègles                   |
| 4 février 1923  | Stade toulousain T | 16 - 0 | FC Grenoble        | Stade des Ponts-Jumeaux, Toulouse         |
| 4 février 1923  | Boucau Stade       | 8 - 0  | SU Agen            | ?, Le Boucau                              |
| 4 mars 1923     | FC Grenoble        | 16 - 0 | Boucau Stade       | Parc des sports de Lesdiguières, Grenoble |
| 4 mars 1923     | SU Agen            | 3 - 6  | CA béglais         | Stade Alfred-Armandie, Agen               |
| 11 mars 1923    | CA béglais         | 4 - 6  | FC Grenoble        | Stade du Musard, Bègles                   |
| 11 mars 1923    | Boucau Stade       | 0 - 0  | Stade toulousain T | ?, Le Boucau                              |
| 18 mars 1923    | Stade toulousain T | 28 - 0 | CA béglais         | Stade des Ponts-Jumeaux, Toulouse         |
| 18 mars 1923    | FC Grenoble        | 26 - 7 | SU Agen            | Parc des sports de Lesdiguières, Grenoble |

### Poule B
| N° | Club             | Pts | J | G | N | D | Pm. | Pc. | Diff. |
| -- | ---------------- | --- | - | - | - | - | --- | --- | ----- |
| 1  | Aviron bayonnais | 10  | 4 | 3 | 0 | 1 | 31  | 17  | 14    |
| 2  | US Perpignan     | 10  | 4 | 3 | 0 | 1 | 34  | 6   | 28    |
| 3  | FC Lourdes       | 10  | 4 | 3 | 0 | 1 | 28  | 11  | 17    |
| 4  | US Cognac        | 6   | 4 | 1 | 0 | 3 | 9   | 21  | -12   |
| 5  | COPO Périgueux   | 4   | 4 | 0 | 0 | 4 | 3   | 37  | -34   |

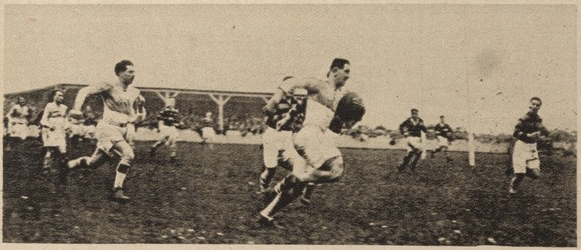
Bayonne - Racing CF, Pardo va inscrire le premier essai du match en coin.

Victoire : 3 pts. / Nul : 2 pts. / Défaite : 1 pt.
| Date            | Club (domicile)  | Score  | Club (extérieur) | Lieu                                  |
| --------------- | ---------------- | ------ | ---------------- | ------------------------------------- |
| 28 janvier 1923 | Aviron bayonnais | 6 - 3  | US Perpignan     | Stade de Hardoy, Anglet               |
| 28 janvier 1923 | US Cognac        | 3 - 9  | FC Lourdes       | Parc des sports, Cognac               |
| 4 février 1923  | FC Lourdes       | 11 - 5 | Aviron bayonnais | ?, Lourdes                            |
| 4 février 1923  | US Perpignan     | 18 - 0 | COPO Périgueux   | Stade de la route de Thuir, Perpignan |
| 4 mars 1923     | COPO Périgueux   | 3 - 8  | FC Lourdes       | Parc des Izards, Périgueux            |
| 4 mars 1923     | Aviron bayonnais | 12 - 3 | US Cognac        | Stade de Hardoy, Anglet               |
| 11 mars 1923    | US Cognac        | 3 - 0  | COPO Périgueux   | Parc des sports, Cognac               |
| 11 mars 1923    | FC Lourdes       | 0 - 5  | US Perpignan     | ?, Lourdes                            |
| 18 mars 1923    | COPO Périgueux   | 0 - 8  | Aviron bayonnais | Terrain de la Fontpiquet, Périgueux   |
| 18 mars 1923    | US Perpignan     | 8 - 0  | US Cognac        | Stade de la route de Thuir, Perpignan |

La FFR décide, conformément à son règlement, de faire jouer un match de départage entre les deux premiers ex aequo de la poule B à Toulouse.
| Date         | Club (domicile)  | Score | Club (extérieur) | Lieu                              |
| ------------ | ---------------- | ----- | ---------------- | --------------------------------- |
| 8 avril 1923 | Aviron bayonnais | 6 - 3 | US Perpignan     | Stade des Ponts-Jumeaux, Toulouse |

### Poule C
| N° | Club               | Pts | J | G | N | D | Pm. | Pc. | Diff. |
| -- | ------------------ | --- | - | - | - | - | --- | --- | ----- |
| 1  | Biarritz olympique | 12  | 4 | 4 | 0 | 0 | 46  | 11  | 35    |
| 2  | AS Béziers         | 9   | 4 | 2 | 1 | 1 | 39  | 8   | 31    |
| 3  | SC Albi            | 9   | 4 | 2 | 1 | 1 | 32  | 14  | 18    |
| 4  | SA Bordeaux        | 6   | 4 | 1 | 0 | 3 | 6   | 18  | -12   |
| 5  | FC Moulins         | 4   | 4 | 0 | 0 | 4 | 6   | 55  | -49   |

Victoire : 3 pts. / Nul : 2 pts. / Défaite : 1 pt.

Racing CF - US Dax, Castillon (RCF) porté en touche par Ducourreau (USD).

| Date            | Club (domicile)    | Score  | Club (extérieur)   | Lieu                                    |
| --------------- | ------------------ | ------ | ------------------ | --------------------------------------- |
| 28 janvier 1923 | SC Albi            | 15 - 0 | SA Bordeaux        | Stade Maurice-Rigaud, Albi              |
| 28 janvier 1923 | FC Moulins         | 3 - 24 | Biarritz olympique | ?, Moulins                              |
| 4 février 1923  | SA Bordeaux        | 6 - 0  | FC Moulins         | Stade de Suzon, Bordeaux                |
| 4 février 1923  | Biarritz olympique | 8 - 5  | AS Béziers         | Parc des sports de l'Aguilera, Biarritz |
| 4 mars 1923     | AS Béziers         | 23 - 0 | SA Bordeaux        | Parc des sports de Sauclières, Béziers  |
| 4 mars 1923     | FC Moulins         | 3 - 14 | SC Albi            | ?, Moulins                              |
| 11 mars 1923    | SC Albi            | 0 - 0  | AS Béziers         | Stade Maurice-Rigaud, Albi              |
| 11 mars 1923    | SA Bordeaux        | 0 - 3  | Biarritz olympique | Stade de Suzon, Bordeaux                |
| 18 mars 1923    | Biarritz olympique | 11 - 3 | SC Albi            | Parc des sports de l'Aguilera, Biarritz |
| 18 mars 1923    | AS Béziers         | 11 - 0 | FC Moulins         | Parc des sports de Sauclières, Béziers  |

### Poule D
| N° | Club                  | Pts | J | G | N | D | Pm. | Pc. | Diff. |
| -- | --------------------- | --- | - | - | - | - | --- | --- | ----- |
| 1  | Racing club de France | 12  | 4 | 4 | 0 | 0 | 50  | 6   | 44    |
| 2  | US Dax                | 10  | 4 | 3 | 0 | 1 | 24  | 6   | 18    |
| 3  | RC Toulon             | 8   | 4 | 2 | 0 | 2 | 29  | 33  | -4    |
| 4  | FC Lézignan           | 6   | 4 | 1 | 0 | 3 | 25  | 12  | 13    |
| 5  | RC Chalon             | 4   | 4 | 0 | 0 | 4 | 0   | 56  | -56   |

Victoire : 3 pts. / Nul : 2 pts. / Défaite : 1 pt.Racing CF - US Dax, Castillon porté en touche par Ducourreau.

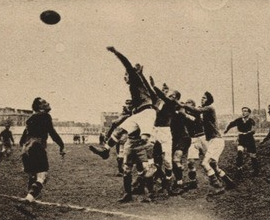
Stade français - Section paloise, une touche jouée.

| Date            | Club (domicile)       | Score  | Club (extérieur)      | Lieu                                  |
| --------------- | --------------------- | ------ | --------------------- | ------------------------------------- |
| 28 janvier 1923 | Racing club de France | 16 - 3 | RC Toulon             | Stade olympique, Colombes             |
| 28 janvier 1923 | FC Lézignan           | 11 - 0 | RC Chalon             | Terrain du Moulin, Lézignan-Corbières |
| 4 février 1923  | RC Toulon             | 12 - 8 | FC Lézignan           | Stade Félix-Mayol, Toulon             |
| 4 février 1923  | RC Chalon             | 0 - 9  | US Dax                | ?, Chalon-sur-Saône                   |
| 4 mars 1923     | US Dax                | 9 - 3  | RC Toulon             | Stade Maurice-Boyau, Dax              |
| 4 mars 1923     | FC Lézignan           | 3 - 6  | Racing club de France | Terrain du Moulin, Lézignan-Corbières |
| 11 mars 1923    | Racing club de France | 3 - 0  | US Dax                | Stade olympique, Colombes             |
| 11 mars 1923    | RC Toulon             | 11 - 0 | RC Chalon             | Stade Félix-Mayol, Toulon             |
| 18 mars 1923    | US Dax                | 6 - 3  | FC Lézignan           | Stade Maurice-Boyau, Dax              |
| 18 mars 1923    | RC Chalon             | 0 - 25 | Racing club de France | ?, Chalon-sur-Saône                   |

### Poule E
| N° | Club            | Pts | J | G | N | D | Pm. | Pc. | Diff. |
| -- | --------------- | --- | - | - | - | - | --- | --- | ----- |
| 1  | AS Carcassonne  | 10  | 4 | 2 | 2 | 0 | 17  | 6   | 11    |
| 2  | CA Périgueux    | 9   | 4 | 2 | 1 | 1 | 17  | 9   | 8     |
| 3  | Section paloise | 9   | 4 | 2 | 1 | 1 | 17  | 6   | 11    |
| 4  | Toulouse OEC    | 8   | 4 | 2 | 0 | 2 | 9   | 15  | -6    |
| 5  | Stade français  | 4   | 4 | 0 | 0 | 4 | 6   | 27  | -21   |

Victoire : 3 pts. / Nul : 2 pts. / Défaite : 1 pt.

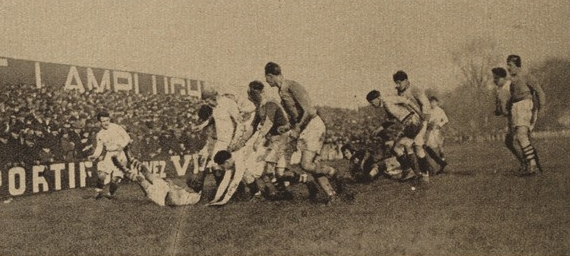
Olympique - Stadoceste tarbais, mêlée effondré.

| Date            | Club (domicile) | Score  | Club (extérieur) | Lieu                                 |
| --------------- | --------------- | ------ | ---------------- | ------------------------------------ |
| 28 janvier 1923 | CA Périgueux    | 5 - 3  | Stade français   | Parc des Izards, Périgueux           |
| 28 janvier 1923 | Toulouse OEC    | 0 - 6  | Section paloise  | Parc des sports, Toulouse            |
| 4 février 1923  | CA Périgueux    | 3 - 3  | AS Carcassonne   | Parc des Izards, Périgueux           |
| 4 février 1923  | Stade français  | 0 - 11 | Section paloise  | Vélodrome du parc des Princes, Paris |
| 4 mars 1923     | Section paloise | 0 - 6  | CA Périgueux     | Stade de la Croix-du-Princes, Pau    |
| 4 mars 1923     | AS Carcassonne  | 6 - 0  | Toulouse OEC     | Stade de la Pépinière, Carcassonne   |
| 11 mars 1923    | Toulouse OEC    | 6 - 3  | CA Périgueux     | Parc des sports, Toulouse            |
| 11 mars 1923    | AS Carcassonne  | 8 - 3  | Stade français   | Stade de la Pépinière, Carcassonne   |
| 18 mars 1923    | Stade français  | 0 - 3  | Toulouse OEC     | Vélodrome du parc des Princes, Paris |
| 18 mars 1923    | Section paloise | 0 - 0  | AS Carcassonne   | Stade de la Croix-du-Princes, Pau    |

### Poule F
| N° | Club               | Pts | J | G | N | D | Pm. | Pc. | Diff. |
| -- | ------------------ | --- | - | - | - | - | --- | --- | ----- |
| 1  | Stadoceste tarbais | 12  | 4 | 4 | 0 | 0 | 33  | 9   | 24    |
| 2  | RC Narbonne        | 10  | 4 | 3 | 0 | 1 | 38  | 6   | 32    |
| 3  | Stade bordelais UC | 7   | 4 | 1 | 1 | 2 | 9   | 6   | 3     |
| 4  | Olympique de Paris | 6   | 4 | 0 | 2 | 2 | 9   | 20  | -11   |
| 5  | Stade nantais UC   | 5   | 4 | 0 | 1 | 3 | 6   | 31  | -25   |

Victoire : 3 pts. / Nul : 2 pts. / Défaite : 1 pt.
| Date            | Club (domicile)    | Score  | Club (extérieur)   | Lieu                                  |
| --------------- | ------------------ | ------ | ------------------ | ------------------------------------- |
| 28 janvier 1923 | Olympique de Paris | 3 - 3  | Stade nantais UC   | Stade Bergeyre, Paris                 |
| 28 janvier 1923 | Stadoceste tarbais | 6 - 0  | RC Narbonne        | Parc des sports de Sarouilles, Séméac |
| 4 février 1923  | RC Narbonne        | 17 - 0 | Olympique de Paris | Stade Maraussan, Narbonne             |
| 4 février 1923  | Stade nantais UC   | 0 - 3  | Stade bordelais UC | Parc des sports, Nantes               |
| 4 mars 1923     | Stade bordelais UC | 0 - 3  | RC Narbonne        | Stade Sainte-Germaine, Le Bouscat     |
| 4 mars 1923     | Olympique de Paris | 3 - 9  | Stadoceste tarbais | Stade Bergeyre, Paris                 |
| 11 mars 1923    | Stadoceste tarbais | 11 - 3 | Stade bordelais UC | Parc des sports de Sarouilles, Séméac |
| 11 mars 1923    | RC Narbonne        | 18 - 0 | Stade nantais UC   | Stade Maraussan, Narbonne             |
| 18 mars 1923    | Stade nantais UC   | 3 - 7  | Stadoceste tarbais | Parc des sports, Nantes               |
| 18 mars 1923    | Stade bordelais UC | 3 - 3  | Olympique de Paris | Stade Sainte-Germaine, Le Bouscat     |

## Poules de 3
Les 6 premiers des Poules de 5 sont qualifiés pour disputer les Poules de 3 qui voit deux poules de 3 équipes.

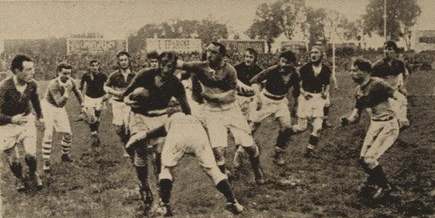
Stade toulousain - Biarritz olympique, Lubin-Lebrère tente de percer la défense biarrote.

### Poule A
| N° | Club               | Pts | J | G | N | D | Pm. | Pc. | Diff. |
| -- | ------------------ | --- | - | - | - | - | --- | --- | ----- |
| 1  | Stade toulousain T | 6   | 2 | 2 | 0 | 0 | 24  | 0   | 24    |
| 2  | Biarritz olympique | 4   | 2 | 1 | 0 | 1 | 6   | 16  | 10    |
| 3  | AS Carcassonne     | 2   | 2 | 0 | 0 | 2 | 0   | 14  | -14   |

Victoire : 3 pts. / Nul : 2 pts. / Défaite : 1 pt.
Prévu pour le 22 avril, le match BO-ASC est reporté à une date ultérieure à cause de l'impraticabilité du terrain de l'Aguiléra.
| Date          | Club (domicile)    | Score   | Club (extérieur)   | Lieu                                    |
| ------------- | ------------------ | ------- | ------------------ | --------------------------------------- |
| 8 avril 1923  | AS Carcassonne     | 0 - 8   | Stade toulousain T | Stade de la Pépinière, Carcassonne      |
| 22 avril 1923 | Biarritz olympique | Reporté | AS Carcassonne     | Parc des sports de l'Aguilera, Biarritz |
| 29 avril 1923 | Stade toulousain T | 16 - 0  | Biarritz olympique | Stade des Ponts-Jumeaux, Toulouse       |
| 6 mai 1923    | Biarritz olympique | 6 - 0   | AS Carcassonne     | Parc des sports de l'Aguilera, Biarritz |

### Poule B
| N° | Club                  | Pts | J | G | N | D | Pm. | Pc. | Diff. |
| -- | --------------------- | --- | - | - | - | - | --- | --- | ----- |
| 1  | Aviron bayonnais      | 6   | 2 | 2 | 0 | 0 | 13  | 6   | 7     |
| 2  | Racing club de France | 4   | 2 | 1 | 0 | 1 | 17  | 13  | 4     |
| 3  | Stadoceste tarbais    | 2   | 2 | 0 | 0 | 2 | 8   | 19  | -11   |

Victoire : 3 pts. / Nul : 2 pts. / Défaite : 1 pt.
| Date          | Club (domicile)       | Score  | Club (extérieur)      | Lieu                                  |
| ------------- | --------------------- | ------ | --------------------- | ------------------------------------- |
| 8 avril 1923  | Racing club de France | 14 - 5 | Stadoceste tarbais    | Stade olympique, Colombes             |
| 22 avril 1923 | Stadoceste tarbais    | 3 - 5  | Aviron bayonnais      | Parc des sports de Sarouilles, Séméac |
| 29 avril 1923 | Aviron bayonnais      | 8 - 3  | Racing club de France | Stade de Hardoy, Anglet               |

## Finale

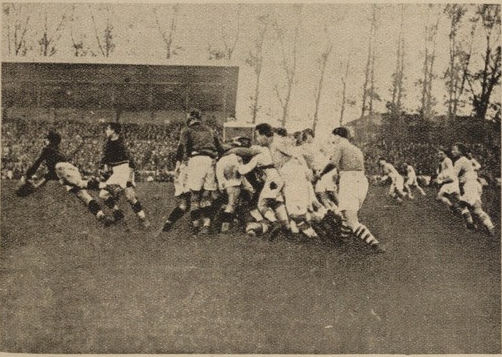
Bernard Bergès sort la balle de la mêlée en finale.

Il s'agit d'une redite de la finale de l'année passée, basque et toulousain se retrouvent à nouveau à Colombes pour le titre de champion de France 1923. L'arbitre de l'année dernière est aussi au jugement de cette partie : M. Brutus. La pluie s'invite et va rendre la partie plus compliqué pour les 30 protagonistes de la finale.
C'est le Stade toulousain qui donne le coup d'envoi de la finale. Comme attendu, la pluie rend le ballon glissant et, malgré de belles percées, nombreux sont les en-avants. Le jeu est rugueux et les mêlées sont rudes et l'arbitre sévit. Les coups de pieds pleuvent pour faire respirer les acteurs déjà fatigués. Malgré de beaux échanges corsés, le score reste vierge à la mi-temps.
Sans la pluie, Bayonne peut donner le coup d'envoi. Même équation, le combat est équilibré. Cependant, François Borde perce la défense bayonnaise et fonce sur Jean Bentaberry qui le plaque mais peut passer la balle à Jauréguy qui se retrouve en face de Henry E. Roe qui l'effleure et ne peut empêcher l'essai de la rencontre qui ne sera pas transformé. Les ciels et blancs ne sont pas encore vaincus et répondent à la reprise directement dans les 22 toulousains. Toulouse défend bien et se permet de grande relance dans le camp bayonnais. Henri Galau tente un drop en vain. Après une mêlée, Bayonne aussi tente un drop par André Béhotéguy qui passe à côté. Les toulousains occuperont les 22 basque quand l'arbitre siffle la fin de la rencontre.
Toulouse est à nouveau champion, comme l'année dernière.
| Finale 13 mai 1923 15h | Stade toulousain                | 3 - 0 (3 - 0) | Aviron bayonnais | Stade olympique, Colombes 15 000 spectateurs Arbitre : Gilbert Brutus |
| Finale 13 mai 1923 15h | Essai(s) : (1) Adolphe Jauréguy |               |                  | Stade olympique, Colombes 15 000 spectateurs Arbitre : Gilbert Brutus |
| Finale 13 mai 1923 15h |                                 |               |                  | Stade olympique, Colombes 15 000 spectateurs Arbitre : Gilbert Brutus |